# Franck de Lapersonne
 (juin 2024).
Si vous disposez d'ouvrages ou d'articles de référence ou si vous connaissez des sites web de qualité traitant du thème abordé ici, merci de compléter l'article en donnant les références utiles à sa vérifiabilité et en les liant à la section « Notes et références ».
Franck Lapersonne, dit aussi Franck de Lapersonne ou Franck de La Personne, né le 29 octobre 1963, est un acteur, metteur en scène et homme politique français.
Il apporte son soutien à la candidature de Marine Le Pen à l'élection présidentielle de 2017. Candidat aux élections législatives qui suivent dans la Somme avec le soutien du Front national, il est éliminé au premier tour. Fidèle soutien de Florian Philippot, il rejoint peu après le parti Les Patriotes, qu'il quitte en 2019 pour fonder son propre parti, La Gauche patriote.
Il est souvent confondu avec Jacky Berroyer.

## Biographie
Son père est Jacques Lapersonne, alias Jacques de Lapersonne ou de La Personne (1926-2012) ; sa mère, Jacqueline Charlotte Poinson (1927-2018) [réf. souhaitée].
Après des études, en 1980, au cours Raymond-Girard, où il remporte le premier prix Jean-Paul-Belmondo, il intègre le Conservatoire national supérieur d'art dramatique de Paris dans la classe de Michel Bouquet, où il reste jusqu'à son diplôme de sortie, en 1986. En parallèle de ses cours au conservatoire, il tourne pour la télévision et le cinéma.
En 1981, il collabore à l'élaboration de son personnage de Hubert pour French Intermedia, devenu plus tard La Leçon du Dr Taylor, avec la firme Transatlantic Video. Ce programme d'enseignement du français, mis au point par l'université Yale (États-Unis) et diffusé sur le continent américain, lui vaut d'être fait chevalier dans l'ordre des Arts et des Lettres au titre de la francophonie par Catherine Tasca[réf. nécessaire].

### Animateur
En 1983 et 1984, il participe sur TF1 à l'animation de l'émission pour la jeunesse Vitamine, sous le pseudonyme de Victor. En 1992 et 1993, il co-anime une autre émission pour jeune public, Sparadra, sur France 2, dans laquelle il interprète le personnage fantastique « Ono ».
Il participe ensuite, sur M6, à Fantasmagic, puis au Cours, une parodie de l'émission La Classe dans le programme érotico-comique Sexy Zap (deux séries de plus de 52 épisodes).
Entre 1995 à 2000, entre autres, sur France 3 régions, repris en réseau national il interprète un saint François surréaliste dans Les Brèves de saint François, sous la direction de Jean-Louis Fournier (auteur de La Minute nécessaire de monsieur Cyclopède, La Noiraude...).
Jean-Louis Fournier fait de nouveau appel à lui pour Roulez Jeunesse sur France 3, pour interpréter un père de famille étourdi au volant, sous l’œil impitoyable d'un fils pour lequel le Code de la route n'a aucun secret. Ce programme est parrainé par la Sécurité routière.

### Acteur

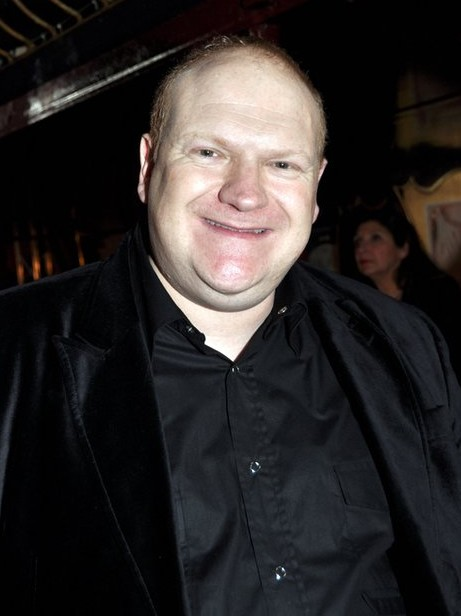
Franck de Lapersonne à la cérémonie des César du cinéma 2011.

Il a participé à plus d'une quarantaine de films de cinéma et autant de films de télévision, une vingtaine de séries (dont Palace de Jean-Michel Ribes et Roland Topor, Terre de Lumière de Stéphane Kurc, Les Vivants et les Morts de Gérard Mordillat et, tout récemment, No Limit créé par Luc Besson) et à plus d'une vingtaine de pièces de théâtre. Il a également été metteur en scène.
On le voit aussi bien dans des films d'auteurs, comme Rembrandt de Charles Matton (face à Klaus Maria Brandauer), et d'auteurs engagés, comme Le Grand Retournement de Gérard Mordillat, ou de comédies populaires françaises à succès, telles Le Derrière et Palais-Royal, de Valérie Lemercier, ou Case Départ et Le Crocodile du Botswanga de Lionel Steketee, Fabrice Éboué et Thomas Ngijol. Il fait également des apparitions dans des films étrangers comme Bienvenue à Monte-Carlo de Thomas Bezucha.

### Engagement politique
Il dit avoir voté pour Nicolas Sarkozy au second tour de l’élection présidentielle de 2007 et pour François Hollande à celui de 2012. Il déclare par la suite avoir été longtemps un soutien de Jean-Luc Mélenchon,.
Le 4 février 2017, lors du lancement de sa campagne pour l'élection présidentielle, il apporte son soutien à Marine Le Pen. Deux semaines plus tard, il est investi par le Front national pour être candidat aux élections législatives dans la 1re circonscription de la Somme. Il est par ailleurs nommé délégué général aux questions culturelles du Rassemblement bleu Marine. Avec 15,9 % des voix, il est éliminé dès le premier tour des législatives, dans une circonscription pourtant réputée être une des plus favorables au FN,. Cette défaite s'inscrit dans une situation d'échec électoral pour les « philippotistes »,.
Après les élections de 2017, ses relations avec la direction du Front national se dégradent. Lors de la mise à l'écart de Sophie Montel par Marine Le Pen, l'acteur souverainiste affirme sur Twitter que « la reine est devenue folle », ce qui lui vaut de devenir persona non grata au FN, selon les informations du Point. Il demande ensuite à Marine Le Pen de lui fournir un CDD « d'un ou deux mois » afin de lui permettre de « vivre », mais il essuie un refus,. Après son engagement auprès du FN, la carrière artistique de Franck de Lapersonne apparaît également « au point mort » : le réalisateur Fabrice Éboué fait ainsi savoir qu'il a retiré l'acteur du montage de son film Coexister, en tournant avec un autre comédien une nouvelle version de la scène où il devait apparaître. 
Franck de Lapersonne suit Florian Philippot lors de son départ du FN. L’association de celui-ci, Les Patriotes (LP), dont de Lapersonne est l'un des trois vice-présidents, devient alors un parti politique. Dans un entretien au Figaro, le comédien déclare que soutenir Marine Le Pen a été « la plus grosse bourde de [sa] vie ». À l’issue du congrès fondateur de LP, en février 2018, il est nommé « référent à la société civile et à la culture » du parti. Lors des élections européennes de 2019, il figure en 7e position sur la liste des Patriotes, 
qui obtient 0,65 % des suffrages et aucun siège,.
Il annonce en octobre 2019 son départ des Patriotes afin de fonder son propre parti, La Gauche patriote. Son secrétaire général Alexandre Bardon, lui aussi dissident des Patriotes, le définit comme « attaché aux valeurs sociales et aux avancées sociétales », écologiste et patriote.

## Filmographie

### Cinéma
- 1984 : Péril en la demeure de Michel Deville : un vendeur de guitares
- 1988 : Une affaire de femmes de Claude Chabrol : l'avocat stagiaire Martinet
- 1988 : Envoyez les violons de Roger Andrieux : un annonceur américain
- 1989 : Un père et passe de Sébastien Grall : le flic
- 1989 : Feu sur le candidat d'Agnès Delarive : David
- 1989 : L'Invité surprise de Georges Lautner : l'animateur TV
- 1991 : Une époque formidable… de Gérard Jugnot : le réceptionniste poli
- 1992 : Les Amies de ma femme de Didier van Cauwelaert : le chasseur de têtes
- 1992 : Le Zèbre de Jean Poiret : Monsieur Chenu
- 1993 : Chacun pour toi de Jean-Michel Ribes : Lucien
- 1993 : La Vengeance d'une blonde de Jeannot Szwarc : Stéphane
- 1996 : Golden Boy de Jean-Pierre Vergne : Norbert
- 1996 : Lucie Aubrac de Claude Berri : Aubry
- 1996 : Quadrille de Valérie Lemercier : maître d'hôtel
- 1996 : Marquise de Véra Belmont : Monsieur
- 1998 : Alice et Martin d'André Téchiné : le magistrat
- 1998 : Le Derrière de Valérie Lemercier : Georgette
- 1999 : Rembrandt de Charles Matton : Hendrick Uylenburgh
- 1999 : Les Acteurs de Bertrand Blier : un client
- 2002 : Les Côtelettes de Bertrand Blier : le toubib
- 2004 : Palais royal ! de Valérie Lemercier : le ministre de la Santé
- 2007 : Survivre avec les loups de Véra Belmont : M. Valle
- 2008 : Musée haut, musée bas de Jean-Michel Ribes : le conservateur Rochebouet
- 2010 : Gigola de Laure Charpentier : Pascal
- 2011 : Bienvenue à Monte-Carlo de Thomas Bezucha : le manager au Grand Belle
- 2012 : Case départ de Lionel Steketee, Fabrice Éboué et Thomas Ngijol : le curé
- 2012 : Comme un chef de Daniel Cohen : le client au cargo
- 2013 : Le Grand Retournement de Gérard Mordillat : le banquier Franck
- 2014 : Le Crocodile du Botswanga de Lionel Steketee, Fabrice Éboué et Thomas Ngijol : M. Pierre
- 2015 : Venise sous la neige d'Eliott Covrigaru : Dominique
- 2016 : La Belle Étoile de Caroline Chomienne
- 2023 : Mon crime de François Ozon

### Télévision
- 1983-1985 : Vitamine (émission de télévision) (série TV) : Victor
- 1986 : L'Ami Maupassant de Claude Santelli (série TV) : L'assistant
- 1986 : Le Rire de Caïn de Marcel Moussy : Lafineur
- 1987 : Les Fortifs de Marco Pico (téléfilm) : Dédé
- 1987 : French in Action de Pierre J. Capretz (série TV) : Hubert
- 1988 : Palace de Jean-Michel Ribes (série TV) : Combier / Le cerf / Le roi Dragomir II de Croatie
- 1989 : Condorcet de Michel Soutter (Série TV) : Lafayette
- 1990 : La Belle Anglaise de Jacques Besnard (Série TV) : Paul
- 1990 : Avanti de Patrick Bureau (Téléfilm) : John Wesley
- 1990-1991 : Marc et Sophie (Série TV) : Dominique
- 1991 : Imogène de Paul Vecchiali (Série TV) : Herbizier
- 1991 : Strangers dans la nuit de Sylvain Madigan (Téléfilm) : Lavenu
- 1992 : Secret de famille d'Hervé Baslé (Série TV) : Chicheray
- 1992 : Un fil à la patte de Marion Sarraut (Téléfilm) : Ignace de Fontanet
- 1992 : Pognon sur rue de Jean-Louis Bertuccelli (Téléfilm) : Richard Leduc
- 1992 : Princesse Alexandra de Denis Amar (Téléfilm) : Désormières
- 1992 : Tout ou presque de Claude Vital (Téléfilm)
- 1992 : Darling chérie (Téléfilm) : Richard
- 1993 : Commissaire Moulin d'Yves Rénier (Série TV) : Gilles Lecourbe
- 1994 : B comme Bolo de Jean-Michel Ribes (Téléfilm) : Brakowski
- 1994 : Une qui promet de Marianne Lamour (Téléfilm) : Clemont-Pichon
- 1995 : L'Homme aux semelles de vent de Marc Rivière (Téléfilm) : Paul Verlaine
- 1995 : Maxime et Wanda : les belles ordures de Claude Vital (Série TV) : Fortin
- 1995-1996 : Sexy Zap de Gaël Solignac (Série TV) : Le professeur
- 1996 : Jamais 2 sans toi d'Éric Assous, réalisé par Dominique Masson, Emmanuel Fonlladosa, Philippe Roussel (Série TV) : Didier Sacha
- 1997 : Paradis d'enfer d'Emmanuel Fonlladosa, Dominique Masson (Série TV) : Wilfried
- 1997 : Un malade en or de Sylvain Madigan (Téléfilm) : Schumacher
- 1998 : Le Vison voyageur de Patrick Bureau : Arnold Crouch
- 1999 : L'Homme en colère (Série TV) : Michel Gibot
- 1999 : Balzac de Josée Dayan (Téléfilm) : Tailleur Buisson
- 2000 : Nestor Burma de Jacob Berger (Série TV) : Monsieur Charles
- 2003 : L'Île Atlantique de Gérard Mordillat (Téléfilm) : Robert Seignelet
- 2004 : Louis Page (La vérité à tout prix) d'Alain Schwartzstein (Série TV) : Pierre Burgo
- 2006 : Le Ciel sur la tête de Régis Musset (Téléfilm) : Yvan
- 2007 : Le Temps des secrets de Thierry Chabert (Téléfilm) : oncle Jules
- 2007 : Le Temps des amours de Thierry Chabert (Téléfilm) : oncle Jules
- 2008 : Marie et Madeleine de Joyce Buñuel (Téléfilm) : Junot
- 2008 : Terre de Lumière de Stéphane Kurc (Série TV) : Gustave Verlaire
- 2009 : Ce jour-là, tout a changé : L'évasion de Louis XVI d'Arnaud Sélignac (série TV) : Danton
- 2009 : La Reine et le Cardinal de Marc Rivière (Téléfilm) : Colbert
- 2010 : Contes et nouvelles du XIXe siècle de Claude Chabrol (Série TV) : Maxime d'Aulnay
- 2010 : Les Vivants et les Morts de Gérard Mordillat (Série TV) : Behren
- 2011 : Une famille formidable de Joël Santoni (Série TV) : directeur Smartex
- 2012 : Les Cinq Parties du monde de Gérard Mordillat (téléfilm) : Le Chouf
- 2014 : Deux petites filles en bleu de Jean-Marc Thérin, d'après Mary Higgins Clark (Série TV) : Cotta
- 2014 : No Limit de Frédéric Berthe, Ludovic Colbeau-Justin, Akim Isker (Série TV) : Professeur Grimberg
- 2016 : Mongeville de Stéphane Malhuret (Série TV) : Rodolphe Miller
- 2017 : Engrenages de Frédéric Mermoud (Série TV) : Le président TGI

### Doublage
- 1993 : L'Homme qui parlait avec les Plantes de Ivo Perez-Barreto : voix documentaires enquêtes
- 1993 : Les Aventures d'Émilie Jolie de Philippe Chatel : le lapin bleu
- 1994 : Robinson Sucroé : voix de Robinson Sucroé (série dessins animés)

## Théâtre
- 1981 : Lorenzaccio d'Alfred de Musset, mise en scène François Timmerman, théâtre 13 Cie Morin-Timmerman.
- 1981 : L'Infini-Express de Martine Doutey, mise en scène Jean-Pierre Terracol, théâtre de la Lucarne
- 1986 : Hot House d'Harold Pinter, mise en scène Robert Dhéry, théâtre de l'Atelier + tournée France, Suisse, Belgique
- 1987 : Le Malade imaginaire de Molière, mise en scène Pierre Boutron, Théâtre de l'Atelier, + série à Lyon Théâtre des Célestins, + tournée France, Suisse, Belgique + reprise théâtre Hébertot
- 1988 : Avanti de Neil Simon, mise en scène de Pierre Mondy, théâtre du Palais-Royal, théâtre Antoine + reprise
- 1989 : La Station Chambaudet d'Eugène Labiche, mise en scène Jean Bouchaud, théâtre TBB, Centre national de création d'Orléans
- 1990 à 1992 : Un fil à la patte de Georges Feydeau, mise en scène de Pierre Mondy, théâtre du Palais-Royal
- 1992 : Les Batailles de Jean-Michel Ribes, mise en scène Jean-Michel Ribes, théâtre Tristan-Bernard
- 1993 : Darling chérie de Marc Camoletti, mise en scène de l'auteur, théâtre Michel
- 1994 : Henri IV de Luigi Pirandello, mise en scène Georges Wilson, théâtre de l'œuvre
- 1995 : Le Vison voyageur de Ray Cooney et John Chapman, mise en scène Patrick Guillemin, théâtre de la Michodière
- 1995 : Un couple infernal de Carole Brenner et Martine Visciano, mise en scène Isabelle Nanty, théâtre du Splendid
- 1995 : L'Hôtel du libre échange de Georges Feydeau, mise en scène Franck de Lapersonne, théâtre de la Michodière
- 1996 : Panique au Plazza de Ray Cooney, mise en scène Pierre Mondy, théâtre des Variétés
- 1997 : Ma femme est folle de Jean Barbier, théâtre des Nouveautés
- 1998 à 2000 : Ma femme est folle de Jean Barbier, théâtre des Nouveautés + reprise
- 2001 : Première porte à gauche de Jean Barbier, mise en scène Franck de Lapersonne, théâtre des Nouveautés
- 2002 : Putain de soirée de Daniel Colas, mise en scène par l'auteur, théâtre du Gymnase
- 2004 : Vade retro, comédie de Laurent de Perse, mise en scène par Christian Laurent, Comédie de Paris
- 2005 : T'as le bonjour d'Eugène, d'Eugène Labiche, mise en scène Franck de Lapersonne, théâtre de Ménilmontant
- 2009-2010 : La Parenthèse de Laure Charpentier, mise en scène Jean-Pierre Dravel et Olivier Macé, théâtre Daunou
- 2014 : Le Bouffon du Président d'Olivier Lejeune, mise en scène Olivier Lejeune, Les Grands Théâtres
- 2015 : Le Bouffon du Président d'Olivier Lejeune, mise en scène Olivier Lejeune, théâtre des Variétés
- 2015-2016 : Le Bouffon du Président d'Olivier Lejeune, mise en scène Olivier Lejeune, Les Grands Théâtres

## Distinctions
- Chevalier de l'ordre des Arts et des Lettres le 14 juillet 2000, au titre de la Francophonie
- Sociétaire de la Société des auteurs et compositeurs dramatiques